# Hydrochara obtusata
Hydrochara obtusata är en skalbaggsart som först beskrevs av Thomas Say 1823.  Hydrochara obtusata ingår i släktet Hydrochara och familjen palpbaggar. Inga underarter finns listade i Catalogue of Life.